# Bob Lymburne
Robert Samuel „Bob“ Lymburne (* 30. Juli 1909 in Fort William; † unbekannt) war ein kanadischer Skispringer.
Lymburne, dessen Eltern früh nach Revelstoke umsiedelten, begann bereits in jungen Jahren mit dem Skispringen. So baute er sich eine eigene Schanze auf der elterlichen Farm. Später begann er mit dem Springen auf dem Big Hill in Revelstoke.
Bei den Olympischen Winterspielen 1932 in Lake Placid erreichte Lymburne den 19. Platz. Kurz darauf gelang ihm in Revelstoke mit 82,0 m ein neuer, jedoch nicht anerkannter Skiflugweltrekord. Am 15. März 1933 sprang er am selben Ort mit 87,5 m erneut eine Weltrekordweite, die nun auch als solche registriert wurde. Sie blieb zugleich seine persönliche Bestweite. Im Februar 1935 stürzte er auf seiner Heimatschanze schwer und musste daraufhin seine aktive Skisprungkarriere beenden.
Nach 1957 wurde Lymburne das letzte Mal gesehen, als er auf eine Wanderung ging.

## Schanzenrekorde
| Ort        | Land   | Weite            | aufgestellt   | Rekord bis |
| ---------- | ------ | ---------------- | ------------- | ---------- |
| Revelstoke | Kanada | 82,0 m (K: 85 m) | 13. März 1932 | 1933       |
| Revelstoke | Kanada | 87,5 m (K: 85 m) | 1933          | 1967       |